# Teiresias

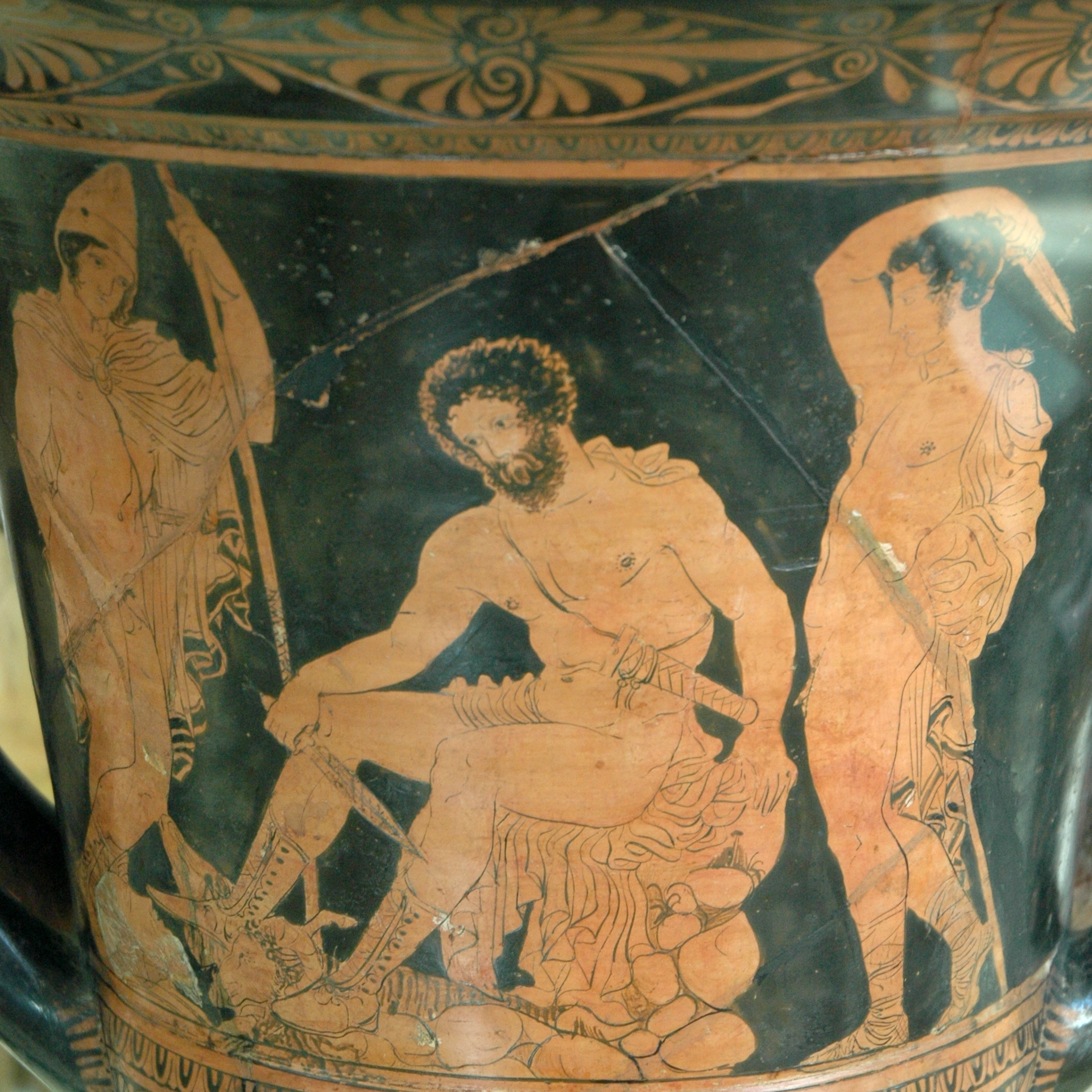
Odysseus (Mitte), begleitet von Eurylochos und Perimedes, begegnet Teiresias (Kopf unten links) in der Unterwelt; Darstellung der Szene aus dem 11. Gesang der Odyssee.

Teiresias (altgriechisch Τειρεσίας Teiresías, lateinisch Tiresias) ist in der griechischen Mythologie ein blinder Prophet, der Sohn des Schafhirten Eueres und der Nymphe Chariklo, aus dem Geschlecht des Sparten Udaios.

## Mythos
In der antiken Überlieferung seit Homer gilt Teiresias als Seher schlechthin. Für seine Erblindung werden in der Mythologie mehrere Erklärungen angegeben. Nach zahlreichen, im Detail wenig abweichenden Erzählungen stieß er am Berg Kyllene oder am Kithairon auf ein Paar sich begattender Schlangen und tötete die weibliche. Daraufhin wurde er in eine Frau verwandelt. Teiresias, nun eine Frau, heiratete und hatte Kinder, darunter die ebenfalls mit der Sehergabe ausgestattete Manto, über die er Großvater des Sehers Mopsos wurde. Nach sieben Jahren traf Teiresias erneut ein Paar kopulierender Schlangen, tötete diesmal die männliche und wurde wieder zum Mann.
Laut einer von Pseudo-Apollodor dem Hesiod zugewiesenen Überlieferung wurde Teiresias von Zeus und Hera gebeten, die Streitfrage zu klären, ob Mann oder Frau in der geschlechtlichen Liebe mehr Lust empfinde – Zeus hatte sich für die Frauen, Hera für die Männer entschieden. Aufgrund der Erfahrung mit dem Leben sowohl als Mann als auch als Frau unterstützte er Zeus’ Meinung und offenbarte, von zehn Teilen der Lust würden Männer nur einen, Frauen neun Teile genießen. Aus diesem Grunde ließ die wütende Hera Teiresias erblinden. Da Zeus dies nicht rückgängig machen konnte, verlieh er Teiresias zum Ausgleich die Gabe des Sehers und siebenfache Lebensdauer. Dieser Erzählstrang war in der Antike weit verbreitet, findet sich etwa bei Ovid, Hyginus, Lukian oder Phlegon von Tralleis und wurde auch in der Spät- bis Nachantike bis hin zu Johannes Tzetzes im 12. Jahrhundert in Scholien tradiert, wobei sich das Lustverhältnis bisweilen zugunsten der Männer verschob.
Nach einer anderen Version des Mythos ließ Athena den jungen Teiresias erblinden, nachdem er die Göttin – wenn auch gegen seinen Willen – nackt im Bad gesehen habe. Seine Mutter Chariklo bat Athena, dies rückgängig zu machen, was sie jedoch nicht vermochte. Stattdessen verlieh sie ihm die Gabe, die Sprache der Vögel zu verstehen, wodurch er zum Auguren wurde, schenkte ihm die Sehergabe, zudem als besondere Vergünstigung die Fähigkeit, auch nach seinem Tod in der Unterwelt sein Bewusstsein zu behalten.
In einer wohl älteren und einfacheren Überlieferungstradition wird als Grund für die Blindheit angegeben, er habe den Menschen die Geheimnisse der unsterblichen Götter verraten. Dafür sei er zur Strafe geblendet worden, was seine Sehergabe als vorhergegeben voraussetzt. Sie war in diesem Zusammenhang vermutlich Erbteil der Nymphennatur seiner Mutter.
Als Seher wurde Teiresias als unfehlbar angesehen. In der griechischen Literatur sind seine Prophezeiungen stets Sinnsprüche, aber niemals falsch. Allerdings gibt er sie nur widerwillig preis. In der Tragödie Sieben gegen Theben des Aischylos (467 v. Chr.) tötet sich Menoikeus aufgrund der Vorhersage Teiresias’, dass der freiwillige Tod eines Thebaners Theben retten würde.
Aus Pseudo-Hesiod kann geschlossen werden, dass Teiresias als ein Priester des Zeus betrachtet wurde. Eindeutig sagt dies später Pindar in seiner ersten Nemeischen Ode, auch ein Papyrusfragment, das vom Tode des Teiresias handelt und erwähnt, dass Zeus seinem Schützling Teiresias die Sehergabe entzogen habe, weist in diese Richtung. Der Papyrus Lille und die Auftritte des Teiresias in der Tragödie suggerieren hingegen eine Nähe zu Apollon.
In zwei Stücken der Thebanischen Trilogie um König Ödipus, die Sophokles wohl 442 v. Chr. zur Erstaufführung brachte, tritt Teiresias ebenfalls auf, zunächst in deren erster Tragödie Antigone. König Kreon von Theben verweigert dem Ödipus-Sohn Polyneikes die Beerdigung. Dessen Schwester Antigone begräbt ihn heimlich, wird gefasst und – obgleich zukünftige Schwiegertochter Kreons – dazu verurteilt, lebendig begraben zu werden. Die Götter drücken ihre Missbilligung darüber durch Teiresias aus. In der Zwischenzeit erhängt sich Antigone. Als Kreon an ihrem Sarg ankommt, wird er von seinem Sohn Haimon angegriffen, der sich anschließend selbst tötet. Als Eurydike, Kreons Frau, vom Tod der beiden erfährt, nimmt sie sich ebenfalls das Leben. In König Ödipus als zweitem Teil der Trilogie fordert Ödipus Teiresias auf, ihm bei seinen Nachforschungen zum Mörder seines Vaters Laios zu helfen. Teiresias verweigert die direkte Antwort, gibt stattdessen den Hinweis, dass der Täter jemand sei, den Ödipus nicht zu finden wünsche. Als sich Ödipus selbst als Täter entdeckt, blendet er sich und irrt nun umher.
Teiresias starb, nachdem er Wasser aus der Quelle Tilphussa getrunken hatte. Odysseus besuchte ihn in der Unterwelt und erhielt wertvolle Hinweise zum weiteren Verlauf seiner als Odyssee in die Weltliteratur eingegangenen Irrfahrt, insbesondere zum Umgang mit den Herden des Helios auf Thrinakia, auch wenn die Mannschaft des Odysseus den Hinweisen nicht folgte.
Häufig ist zu lesen, Hera habe Teiresias geblendet, weil er mit seiner Aussage zur Lust das Geheimnis der Frauen verraten habe. Dies steht nicht in den antiken Quellen, sondern ist eine Interpretation des Mythos, die auf die französische Historikerin Nicole Loraux (1943–2003) zurückzuführen ist.

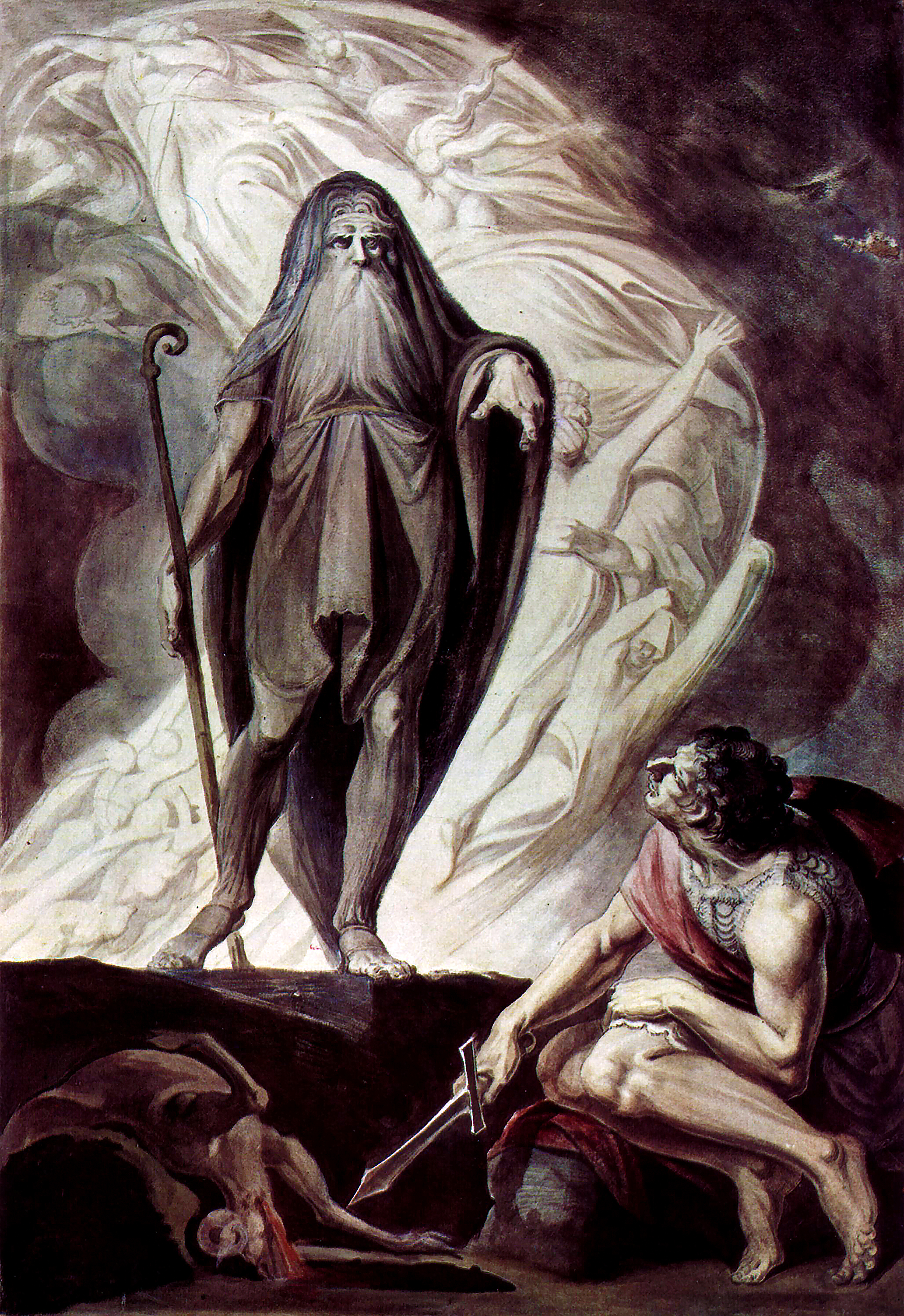
Johann Heinrich Füssli: Teiresias erscheint dem Odysseus in der Unterwelt

## Antike Quellen
Die Figur des Teiresias erscheint in einer relativ großen Zahl antiker Werke. Dazu gehören:
- Homer, Odyssee 11. Gesang
- Aischylos, Sieben gegen Theben (Teiresias tritt hier nicht persönlich auf, es wird jedoch ein Seher erwähnt, dessen Beschreibung auf ihn zutrifft.)
- Sophokles
  - König Ödipus
  - Antigone
- Euripides
  - Bacchanten
  - Phönizische Frauen

## Rezeption in der Neuzeit
Teiresias erscheint mehrfach in den klassischen Werken der Neuzeit und in der modernen Literatur, sowohl als Prototyp des blinden Sehers wie auch als eine Figur mit geschlechtlicher Ambivalenz. Teiresias tritt auf in Dantes Göttlicher Komödie, im Epos Paradise Lost von John Milton, er ist eine Hauptfigur des modernistischen Gedichts Das wüste Land von T. S. Eliot. Als Bildgeschichte mit dem Titel Tiresias  haben Serge Le Tendre (Text) und Christian Rossi (Illustration) den Stoff umgesetzt.
Teiresias ist titelgebend für die komische Oper Les mamelles de Tirésias (Die Brüste des Teiresias) von Francis Poulenc, die auf einem Text des Surrealisten Guillaume Apollinaire basiert. Musikalische Erwähnung findet Teiresias auch im Album Dream, Tiresias! der deutschen Band Project Pitchfork. Von der Zweigeschlechtlichkeit des Teiresias ist auch im Stück The Cinema Show der Gruppe Genesis die Rede.
Im Film wurde Teiresias u. a. von Christopher Lee in Die Abenteuer des Odysseus und Kim Coates in Hercules verkörpert.